# Pramaggiore
Pramaggiore (Pramajor in veneto, Pramaiôr in friulano occidentale) è un comune italiano di 4 718 abitanti della città metropolitana di Venezia in Veneto.

## Storia
Le testimonianze storiche più antiche sono dei reperti litici e ceramici risalenti al 1600-1300 a.C., tuttavia il primo cenno riguardante Pramaggiore è del 1225, quando rappresentava un centro abitato compreso nello Stato patriarcale di Aquileia.
All'epoca il territorio della villa di Pramaggiore non corrispondeva all'attuale comune, poiché le frazioni di Salvarolo e Blessaglia costituivano ciascuna una comunità a sé stante. Esse hanno una storia più antica del capoluogo: lo sviluppo di Salvarolo è legato a un castello eretto dall'omonima famiglia di feudatari alla fine del X secolo, mentre Blessaglia è citata già nel IX secolo.

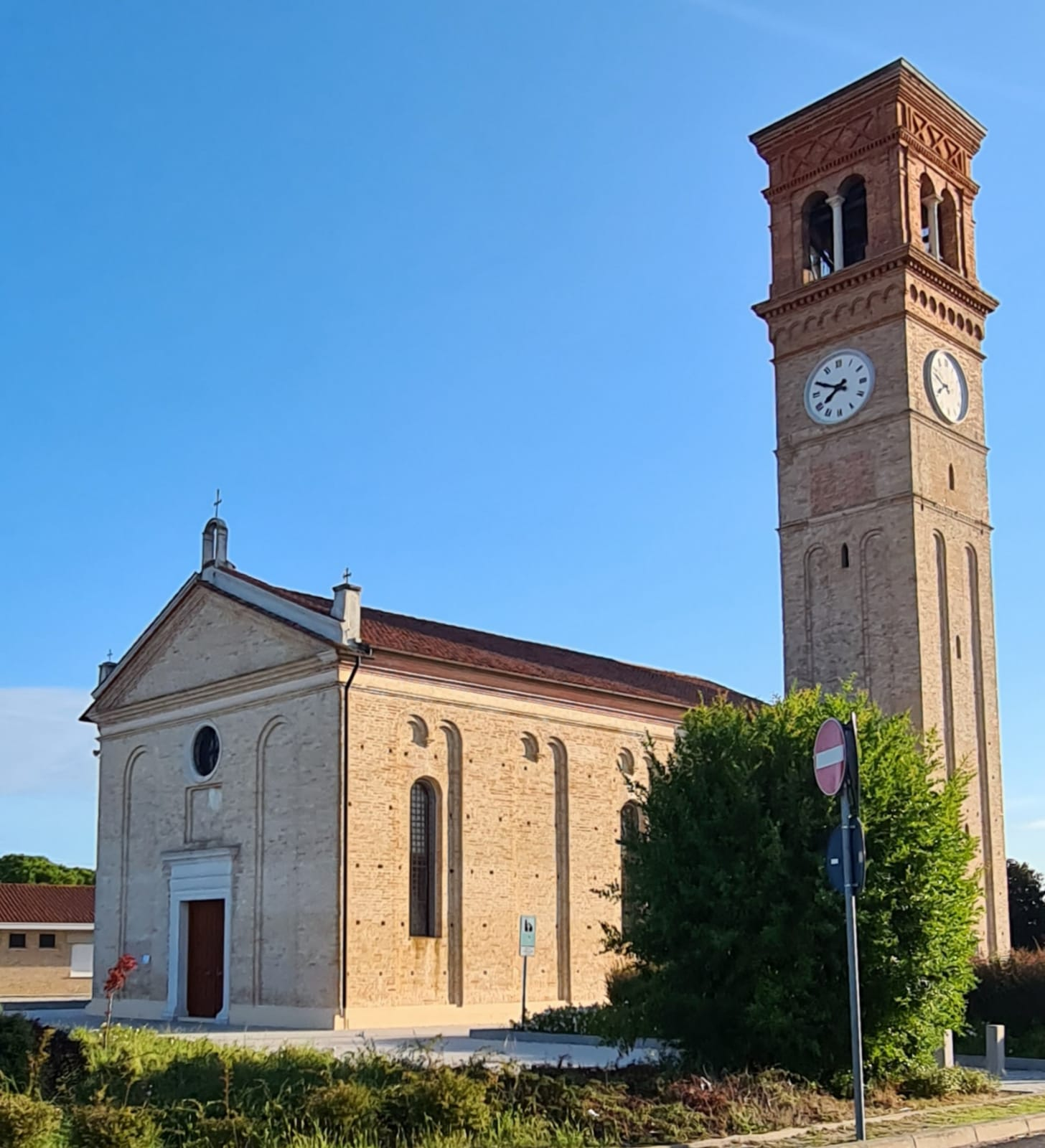
La chiesa parrocchiale di Blessaglia

Passato il Friuli alla Serenissima (1420), si ebbe un ridimensionamento del potere feudale; in questa occasione, i Salvarolo cedettero il castello agli Altan che gli diedero nuovo lustro, per poi abbandonarlo di nuovo (oggi è definitivamente scomparso).
Nel 1806, durante il Regno d'Italia di Napoleone, fu istituito l'odierno comune di Pramaggiore. Il passaggio dalla provincia del Friuli a quella di Venezia avvenne nel 1838 sotto gli Austriaci.
Nel corso della seconda guerra mondiale nel territorio comunale, nella frazione di Blessaglia, fu perpetrata una rappresaglia da parte di un reparto delle SS che portò all'impiccagione di 8 partigiani della Brigata Ippolito Nievo B.

### Simboli
Lo stemma e il gonfalone del Comune sono stati concessi con il decreto del Presidente della Repubblica del 4 febbraio 1955, trascritto nel registro araldico dell'Archivio Centrale dello Stato il 30 luglio 1955. Lo stemma si può blasonare:
Il gonfalone è un drappo partito di rosso e di azzurro.

## Monumenti e luoghi d'interesse
- Chiesa di Santa Maria Assunta nella frazione Blessaglia
- Museo Etnografico del Mulino di Belfiore

## Società

### Evoluzione demografica
Abitanti censiti

### Etnie e minoranze straniere
Al 31 dicembre 2017 gli stranieri residenti nel comune sono 604, ovvero il 13,0% della popolazione. Di seguito sono riportati i gruppi più consistenti:
1. Romania, 197
2. Marocco, 135
3. Albania, 79
4. Bosnia ed Erzegovina

## Infrastrutture e trasporti

### Strade
- Strada statale 14 della Venezia Giulia - 8 km da Pramaggiore

### Ferrovie
All'estremità meridionale del territorio comunale, nei pressi della frazione Belfiore, transita la ferrovia Treviso-Portogruaro e fino al 1966 vi era attiva una fermata denominata "Pramaggiore".

## Amministrazione

### Sindaci dal 1946
| Nominativo                                           | Nominativo                                        | Partito / Coalizione                              | Periodo                                           | Elezione                                          |
| Sindaci eletti dal Consiglio comunale (1946-1995)    | Sindaci eletti dal Consiglio comunale (1946-1995) | Sindaci eletti dal Consiglio comunale (1946-1995) | Sindaci eletti dal Consiglio comunale (1946-1995) | Sindaci eletti dal Consiglio comunale (1946-1995) |
| ---------------------------------------------------- | ------------------------------------------------- | ------------------------------------------------- | ------------------------------------------------- | ------------------------------------------------- |
|                                                      | Lino Masat                                        | Democrazia Cristiana                              | 1946-1956                                         | 1946                                              |
| 1951                                                 | Lino Masat                                        | Democrazia Cristiana                              | 1946-1956                                         |                                                   |
|                                                      | Piero Arrigo Moras                                | Democrazia Cristiana                              | 1956-1970                                         | 1956                                              |
| 1960                                                 | Piero Arrigo Moras                                | Democrazia Cristiana                              | 1956-1970                                         |                                                   |
| 1964                                                 | Piero Arrigo Moras                                | Democrazia Cristiana                              | 1956-1970                                         |                                                   |
|                                                      | Luciano Moretto                                   | Democrazia Cristiana                              | 1970-1995                                         | 1970                                              |
| 1975                                                 | Luciano Moretto                                   | Democrazia Cristiana                              | 1970-1995                                         |                                                   |
| 1980                                                 | Luciano Moretto                                   | Democrazia Cristiana                              | 1970-1995                                         |                                                   |
| 1985                                                 | Luciano Moretto                                   | Democrazia Cristiana                              | 1970-1995                                         |                                                   |
| 1990                                                 | Luciano Moretto                                   | Democrazia Cristiana                              | 1970-1995                                         |                                                   |
| Sindaci eletti direttamente dai cittadini (dal 1995) |                                                   |                                                   |                                                   |                                                   |
|                                                      | Giulio Collovini                                  | Centro-sinistra                                   | 1995-1997                                         | 1995                                              |
|                                                      | Fabrizio Gallo (Commiss. straordinario)           | -                                                 | 1997-1998                                         | -                                                 |
|                                                      | Luciano Moretto                                   | Grande coalizione                                 | 1998-2002                                         | 1998                                              |
|                                                      | Igor Visentin                                     | Centro-destra                                     | 2002-2012                                         | 2002                                              |
| 2007                                                 | Igor Visentin                                     | Centro-destra                                     | 2002-2012                                         |                                                   |
|                                                      | Leopoldo Demo                                     | Centro-destra                                     | 2012-2017                                         | 2012                                              |
|                                                      | Fausto Pivetta                                    | Centro-destra                                     | 2017-in carica                                    | 2017                                              |
| 2022                                                 | Fausto Pivetta                                    | Centro-destra                                     | 2017-in carica                                    |                                                   |

### Altre informazioni amministrative
Il 26 e 27 marzo 2006, contemporaneamente ai comuni limitrofi di Teglio Veneto, Gruaro e Cinto Caomaggiore si è tenuto un referendum per chiedere alla popolazione di far parte integrante della regione Friuli-Venezia Giulia. Il risultato non è stato validato a causa del mancato raggiungimento del quorum richiesto dal referendum, complice, secondo alcuni, il mancato avviso dei cittadini iscritti all'AIRE.